# Гайковой, Геннадий Владимирович
Генна́дий Влади́мирович Гайково́й (13 апреля 1936 — 26 июля 1993) — советский волейболист, игрок сборной СССР (1956—1963). Двукратный чемпион мира (1960 и 1962), двукратный чемпион СССР. Нападающий. Мастер спорта СССР (1956). Заслуженный мастер спорта СССР (1960).

## Биография
Выступал за команды: 1953—1960 — «Спартак» (Ленинград), 1960—1966 — СКА (Ленинград). Двукратный чемпион СССР (1957 и 1959), двукратный бронзовый чемпионатов СССР (1956 и 1958). Чемпион (1959) и бронзовый призёр (1956) Спартакиад народов СССР в составе сборной Ленинграда. 3-кратный победитель чемпионатов дружественных армий (1959, 1961, 1962). Победитель Кубка европейских чемпионов 1962.
В сборной СССР в официальных соревнованиях выступал в 1958—1963 годах. В её составе:
- двукратный чемпион мира (1960 и 1962);
- бронзовый призёр чемпионата мира 1956.
- двукратный бронзовый призёр чемпионатов Европы (1958 и 1963).
- чемпион Всемирных студенческих игр 1957.

После окончания игровой карьеры работал в Ленинграде преподавателем физвоспитания Военной академии связи имени С. М. Будённого, Военно-воздушной инженерной академии имени А. Ф. Можайского, Ленинградского суворовского военного училища, Майор в отставке. 

## Награды
- Медаль «За трудовое отличие» (16.09.1960) — за успешные выступления в XVII летних и VIII зимних Олимпийских играх 1960 года, а также за выдающиеся спортивные достижения[2]

## Источник
- Волейбол. Энциклопедия/Сост. В. Л. Свиридов. Москва: Издательства «Человек» и «Спорт» — 2016..